# Argentina aliceae
Argentina aliceae är en fiskart som beskrevs av Cohen och Atsaides, 1969. Argentina aliceae ingår i släktet Argentina och familjen guldlaxfiskar. IUCN kategoriserar arten globalt som livskraftig. Inga underarter finns listade i Catalogue of Life.